# منتزعة الكبريت الشائعة
منتزعة الكبريت الشائعة (الاسم العلمي: Desulfovibrio vulgaris) هي نوع من البكتيريا، سلبية الغرام، تتبع جنس منتزعة الكبريت.